# Santenay (Côte-d'Or)
Santenay is een gemeente in het Franse departement Côte-d'Or (regio Bourgogne-Franche-Comté) en telt 904 inwoners (1999). De plaats maakt deel uit van het arrondissement Beaune.

## Geografie
De oppervlakte van Santenay bedraagt 10,4 km², de bevolkingsdichtheid is 86,9 inwoners per km².

## Verkeer en vervoer
In de gemeente ligt spoorwegstation Santenay-les-Bains.
De onderstaande kaart toont de ligging van Santenay (Côte-d'Or) met de belangrijkste infrastructuur en aangrenzende gemeenten.

## Demografie
Onderstaande figuur toont het verloop van het inwonertal (bron: INSEE-tellingen).